# Reggenza di Padang Pariaman
La reggenza di Padang Pariaman (in indonesiano: Kabupaten Limapuluh Koto) è una reggenza dell'Indonesia, situata nella provincia di Sumatra Occidentale.